# Петропавловка (Сорокинский район)
Петропавловка — упразднённая деревня в Сорокинском районе Тюменской области России. Входила в состав Покровского сельского поселения. Упразднена в 2011 году.

## География
Располагалась у вершины лога Крутой Падун, в 7 км. (по прямой) к юго-востоку от центра сельского поселения села Покровка.

## История
До 1917 года входила в состав Больше-Сорокинской волости Ишимского уезда Тюменской губернии. По данным на 1926 год состояла из 92 хозяйств. В административном отношении входила в состав Преображенского сельсовета Сорокинского района Ишимского округа Уральской области.

## Население
| 1989 | 2002 | 2010 |
| ---- | ---- | ---- |
| 92   | ↘12  | ↘0   |

По данным переписи 1926 года в деревне проживало 482 человека (231 мужчина и 251 женщина), в том числе: русские составляли 79 % населения, украинцы — 21 %.
Согласно результатам переписи 2002 года, в национальной структуре населения русские составляли 100 % из 12 чел.